# Mai giocare col fuoco
Mai giocare col fuoco è il quattordicesimo romanzo della saga dell'agente britannico firmato da John Gardner.

## Trama
James Bond, nuovo direttore della sezione "Doppio Zero", si trova in crociera nei Caraibi con la sua compagna Flicka von Grüsse, quando la nave affonda per un'esplosione.

Tornato nel suo ufficio londinese, Bond scopre che il Servizio Segreto indaga da tempo su Max Tarn, l'armatore della nave affondata, e sui suoi poco chiari successi finanziari. Nel suo nuovo ruolo, è invitato a partecipare al Comitato direttivo dei Servizi con M, il Ministro ed altri importanti funzionari. Durante una riunione, scopre che da tempo il Servizio Segreto è riuscito ad infiltrare Peter Dolmech come amministratore degli affari di Tarn. L'uomo passa informazioni molto preoccupanti relative a traffico d'armi. Bond e Flicka sono invitati a pressare Tarn al fine di scoprire i suoi traffici ed indurlo a commettere un errore.

I due partono alla volta di Cambridge, dove lo incontrano con la moglie Trish Nuzzi e si presentano come i coniugi Brusby che si trovavano nella nave affondata. Tarn capisce subito la vera identità dei due e li fa imprigionare dai suoi tirapiedi Cuthbert ed Archie in una vecchia cantina nelle campagne di Stansted.

Bond riesce a liberarsi e chiama Bill Tanner, il capo del personale del Servizio Segreto, da cui scopre che ufficialmente Tarn e la moglie sono morti in un incidente stradale.

007 non crede che i corpi carbonizzati siano effettivamente quelli dei coniugi Tarn e convince M a proseguire le indagini, indipendentemente dal Comitato. Riceve un messaggio da Dolmech che comunica che i Tarn sono vivi e si trovano nella loro villa a Siviglia.

Flicka incontra Dolmech ad un appuntamento presso l'Alcàzar. Il suo compito è recuperare l'infiltrato ma questi è assassinato sotto i suoi occhi da due killer in moto. Nello zainetto dell'uomo sono rinvenuti dischetti e nastri prelevati dall'archivio di Tarn. Secondo un appunto lasciato da Dolmech, Trish Nuzzi non è implicata negli affari sporchi del marito e si nasconde a Gerusalemme, dove Bond e Flicka decidono di cercarla.

Nella città israeliana sono intercettati da Cuthbert ed Archie che si rivelano essere due donne (e non maschi come inizialmente si pensava) al servizio di Trish Nuzzi. La donna, che ha un fisico da modella ma il volto completamente tumefatto dalle botte del marito, racconta a Bond e Flicka che Max Tarn si crede la reincarnazione di Hitler ed ha le sue basi operative a Siviglia e San Juan di Porto Rico.

Il mattino dopo, Bond è convocato d'urgenza dal Comitato. Scopre che Tarn è tornato a Londra e si trova probabilmente in una casa di campagna. L'agente segreto e la sua compagna si recano immediatamente nel luogo dove trovano Trish Nuzzi impiccata. Mentre fruga tra le carte nella casa, Bond chiede a Flicka di sposarlo al termine del caso. Quindi parte da solo a cercare Tarn nel castello della sua famiglia a Wasserburg.

La notte, nella cittadina bavarese, si reca al castello dove trova le prove che Tarn sta rifondando il partito nazista. Inoltre, scopre che il Ministro, membro del Comitato, informa il criminale puntualmente sull'esito delle sue indagini.

Tornato a Londra, Bond e Tanner (che sostituisce M gravemente ammalato) arrestano il Ministro e lo convincono a passare informazioni false a Maurice Goodwin, staff manager di Tarn. Poi, l'agente segreto parte con Flicka per Porto Rico.

Nei Caraibi, ritrova Felix Leiter che coordina i movimenti della CIA. I tre incontrano il biologo Rex Rexinus che li invita su una barca della flotta di Tarn, adibita alle ricerche marine. Sulla barca, Bond e Leiter scoprono l'esistenza del sommergibile Seafire armato di siluri pronti ad attaccare le coste degli Stati Uniti.

Mentre Bond si prepara a guastare il sommergibile, Flicka viene rapita. L'agente segreto riesce a rovinare i piani di Tarn e ad assassinarlo colpendolo con uno dei suoi missili al fosforo. Scopre che Flicka è stata portata nel maniero in Baviera. Organizza una missione per salvarla e la trova agonizzante con il cranio fracassato. Ancora una volta il destino gli ha giocato un brutto scherzo.

### Personaggi principali
- James Bond
- Fredericke Flicka von Grüsse, agente segreto svizzero al servizio del MI6, già conosciuta nel romanzo Niente fiori per James Bond.
- Max Tarn, armatore.
- Trish Nuzzi, moglie di Tarn.
- Peter Dolmech, amministratore affari di Tarn.
- Cuthbert ed Archie, tirapiedi di Tarn e di Trish Nuzzi.
- Maurice Goodwin, staff manager di Tarn.
- Steve Natkowitz, agente del Mossad.
- Rex Rexinus, biologo.
- Felix Leiter, ex agente della CIA.

## Edizioni
- John Gardner, Mai giocare col fuoco, traduzione di Andrea Carlo Cappi, Segretissimo, Arnoldo Mondadori Editore, 1996,  p. 268.